# مزرعة لابرود (رودبار)
مزرعة لابرود (بالإنجليزية: Mazraeh-ye Labrud)‏ هي مستوطنة تقع في إيران في قسم رودبار الريفي. يقدر عدد سكانها بـ 18 نسمة .